# Phrynomantis annectens
Phrynomantis annectens é uma espécie de anfíbio da família Microhylidae.
Pode ser encontrada nos seguintes países: Angola, Namíbia e África do Sul.
Os seus habitats naturais são: savanas áridas, matagal árido tropical ou subtropical, marismas intermitentes de água doce, desertos quentes e desertos temperados.
Está ameaçada por perda de habitat.